# Saint-Christophe (Savoia)
Saint-Christophe és un municipi francès situat al departament de la Savoia i a la regió d'Alvèrnia-Roine-Alps. L'any 2007 tenia 491 habitants.

## Demografia

### Població
El 2007 la població de fet de Saint-Christophe era de 491 persones. Hi havia 184 famílies de les quals 56 eren unipersonals (28 homes vivint sols i 28 dones vivint soles), 40 parelles sense fills, 76 parelles amb fills i 12 famílies monoparentals amb fills.
La població ha evolucionat segons el següent gràfic:
Habitants censats

### Habitatges
El 2007 hi havia 215 habitatges, 183 eren l'habitatge principal de la família, 25 eren segones residències i 7 estaven desocupats. 185 eren cases i 13 eren apartaments. Dels 183 habitatges principals, 143 estaven ocupats pels seus propietaris, 37 estaven llogats i ocupats pels llogaters i 3 estaven cedits a títol gratuït; 10 tenien una cambra, 11 en tenien dues, 21 en tenien tres, 36 en tenien quatre i 106 en tenien cinc o més. 146 habitatges disposaven pel capbaix d'una plaça de pàrquing. A 62 habitatges hi havia un automòbil i a 94 n'hi havia dos o més.

### Piràmide de població
La piràmide de població per edats i sexe el 2009 era:
| Homes | Edats   | Dones |
| ----- | ------- | ----- |
| 0     | 95 o +  | 0     |
| 0     | 90 a 94 | 16    |
| 8     | 85 a 89 | 12    |
| 4     | 80 a 84 | 0     |
| 4     | 75 a 79 | 16    |
| 8     | 70 a 74 | 20    |
| 16    | 65 a 69 | 4     |
| 8     | 60 a 64 | 8     |
| 8     | 55 a 59 | 0     |
| 20    | 50 a 54 | 8     |
| 20    | 45 a 49 | 24    |
| 12    | 40 a 44 | 24    |
| 20    | 35 a 39 | 8     |
| 16    | 30 a 34 | 8     |
| 12    | 25 a 29 | 20    |
| 16    | 20 a 24 | 4     |
| 12    | 15 a 19 | 16    |
| 4     | 10 a 14 | 8     |
| 12    | 5 a 9   | 16    |
| 8     | 0 a 4   | 16    |

## Economia
El 2007 la població en edat de treballar era de 288 persones, 219 eren actives i 69 eren inactives. De les 219 persones actives 209 estaven ocupades (113 homes i 96 dones) i 11 estaven aturades (6 homes i 5 dones). De les 69 persones inactives 25 estaven jubilades, 22 estaven estudiant i 22 estaven classificades com a «altres inactius».

### Ingressos
El 2009 a Saint-Christophe hi havia 185 unitats fiscals que integraven 457 persones, la mediana anual d'ingressos fiscals per persona era de 18.781 €.

### Activitats econòmiques
Dels 19 establiments que hi havia el 2007, 1 era d'una empresa extractiva, 2 d'empreses de fabricació d'altres productes industrials, 4 d'empreses de construcció, 3 d'empreses de comerç i reparació d'automòbils, 3 d'empreses de transport, 3 d'empreses d'hostatgeria i restauració, 2 d'empreses de serveis i 1 d'una entitat de l'administració pública.
Dels 6 establiments de servei als particulars que hi havia el 2009, 1 era un guixaire pintor, 1 fusteria, 2 electricistes i 2 restaurants.
L'any 2000 a Saint-Christophe hi havia 15 explotacions agrícoles que ocupaven un total de 517 hectàrees.

## Poblacions més properes
El següent diagrama mostra les poblacions més properes.